# San Pedro (departement)

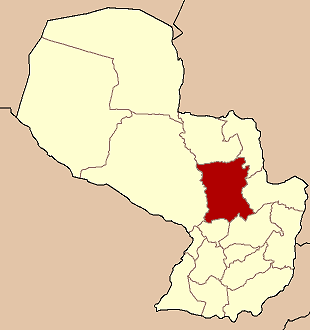
Departementets läge.

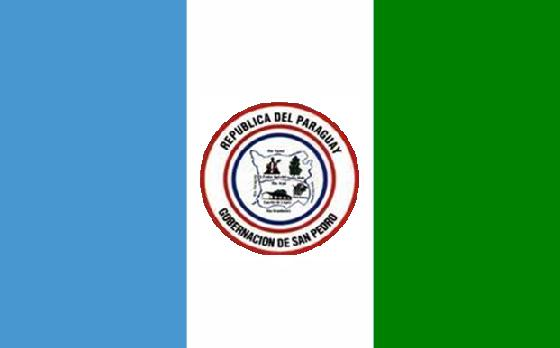
Departementets flagga.

Departementet San Pedro (Departamento de San Pedro) är ett av Paraguays 17 departement. Departementet skapades 1906. Departementets huvudort är San Pedro de Ycuamandiyú.

## Geografi
San Pedro har en yta på cirka 20 002 km² med cirka 319 000 invånare. Befolkningstätheten är 16 invånare/km². Departementet ligger i Región Oriental (Östra regionen).
Huvudorten är San Pedro de Ycuamandiyú med cirka 8 000 invånare.

## Förvaltning
Distriktet förvaltas av en Gobernador och har ordningsnummer 2, ISO 3166-2-koden är "PY-2".
Departementet är underdelad i 16 distritos (distrikt):
- Antequera
- Choré
- General Elizardo Aquino
- General Isidro Resquín
- Guayaibí
- Itacurubí del Rosario
- Lima
- Nueva Germania
- Puerto del Rosario
- San Estanislao
- San Pablo
- San Pedro del Ycuamandyyú
- Tacuatí
- Unión
- Veinticinco de Diciembre
- Yataity del Norte

Distrikten är sedan underdelade i municipios (kommuner).